# 夜は本多町パラダイス
『夜は本多町パラダイス』（よるはほんだまちパラダイス）は、北陸放送（MROラジオ）で2008年から2018年ナイターオフシーズン（概ね10月上旬から4月上旬まで）に放送されていたラジオ番組である。通称は夜パラ。
2011年度の放送までは『ナイターオフ限定!夜は本多町パラダイス(?)』（ナイターオフげんてい!よるはほんだまちパラダイス(?) ）として放送され、2012年度の放送から、番組名を現在の『夜は本多町パラダイス』に変更。

## 概要
2008年度のナイターオフにスタート。2008年度は50分番組であったが、2009年度は放送時間を1時間繰り上げて60分に拡大。これにより、2009年度ナイターオフのMROラジオの月曜日から金曜日の20時台は生放送番組の編成となっていた（月曜日は『竜香のあぶない8時』）。
生放送番組であるが、スタジオにはパーソナリティ1人しかおらず、番組の進行はもとより、音楽をかけたり、ニュースの読み上げや番組に寄せられてくる電子メールの読み出し（放送中にプリントアウトしている音が聞こえる）などを、すべて1人で行っていることが特徴。これはかつて放送されていた『おはよう朝ラジ!』や『いち・にの・SUNDAY』と同じである（『いち・にの・SUNDAY』は電子メール非対応）。
2019年度のナイターオフシーズンは編成上の都合放送されず事実上2018年度で終了となった（詳細後程）

## 放送時間
2008年度
- 月曜日 - 金曜日 21:00 - 21:50（2008年10月6日 - 2009年4月3日）

2009年度から2011年度
- 火曜日 - 金曜日 20:00 - 21:00

2012年度から2015年度
- 水曜日 - 金曜日 20:00 - 21:00

2016年度以降
- 水曜日 - 木曜日 20:00 - 21:00

## パーソナリティ
| 年度・曜日      | 月曜日   | 火曜日   | 水曜日     | 木曜日     | 金曜日     |
| --------------- | -------- | -------- | ---------- | ---------- | ---------- |
| 2008年10月-12月 | 長田哲也 | 松村玲郎 | 寺本良之   | 松村玲郎   | 堀越純子   |
| 2009年1月-3月   | 寺本良之 | 松村玲郎 | 長田哲也   | 松村玲郎   | 堀越純子   |
| 2009年度        | 放送なし | 長田哲也 | 松村玲郎   | 堀越純子   | 寺本良之   |
| 2010年度        |          | 長田哲也 | 松村玲郎   | 室照美     | 角野達洋   |
| 2011年度        |          | 福島彩乃 | 長田哲也   | 須田健太郎 | 室照美     |
| 2012年度        |          | 放送なし | 須田健太郎 | 室照美     | 西尾知亜紀 |
| 2013年度        |          |          | 西尾知亜紀 | 松村玲郎   | 大木文香   |
| 2014年度        |          |          | 西尾知亜紀 | 松村玲郎   | 大木文香   |
| 2015年度        |          |          | 西尾知亜紀 | 松村玲郎   | 谷川恵一   |
| 2016年度        |          |          | 谷川恵一   | 松村玲郎   | 放送なし   |
| 2017年度        |          |          | 谷川恵一   | 松村玲郎   |            |
| 2018年度        |          |          | 谷川恵一   | 竹村りゑ   |            |

## コーナー

### 2008年度
月曜日 - 金曜日共通
番組冒頭にはその日のパーソナリティがニュースを読み上げる。また、番組中盤には報道スタジオからMROニュースが入った。
月曜日
誰かと生電話
火曜日
水曜日
哲と薬令の、ゼロの世界
2009年1月7日放送からゲストにトモコ薬令を迎え、ゼロ学に基づいたリスナーの運命鑑定を行っていた。
夜パラ川柳
木曜日
玲郎の聞くだけ聞くわ
リスナーと生で電話をつなぎ、ちょっとした悩み事やたわいもない話をするコーナー。
金曜日
ホリジュンのきょうの呼び出し
堀越アナウンサーがMROアナウンサーやパーソナリティを1人を呼び出し、他番組では聞けないような裏話などを聞いた。また、呼び出したアナウンサーとゆかりのある人に電話をかけていた。2008年度のオンエアーの最初にかける曲は必ずWinkだった。これは堀越アナウンサーが大のWINKファンだからである。また、堀越アナウンサーの家族や友人、知人、かつての勤務先の社員などに事前の約束なしで生電話をかけることが多かった。

### 2009年度
火曜日 - 金曜日共通
番組冒頭にはその日のパーソナリティがニュースを読み上げる。
火曜日
哲と薬令の、ゼロの世界
内容は2008年度と同じ。
夜パラ川柳
水曜日
水曜夜パラ 松村レオチャレンジ企画 金沢検定中級への道
2009年度の新企画。松村玲郎が金沢検定中級合格を目指し、既に中級に合格している一般社員と取り組む企画。
木曜日
金曜日

### 2013年度・2014年度
水曜日
水曜日はミラクル☆ナイト
西尾アナウンサーとトモコ薬令の「ガールズトーク」と称し、フリートークと、ゼロ学に基づいた六行易学によるリスナーの運命鑑定を行う。また水曜日は唯一、番組スポンサーが付く。
木曜日
レオラジ
松村アナウンサーのフリートークが中心。
金曜日
週末限定!あやかのつつぬけラジオ
大木アナウンサーのフリートークが中心。「あやかの今週どうしてた！？」、「秘密の県民話」、「しましまにしまっしま」、「スナックあやか」の各コーナーがあるが、「スナックあやか」は2013年度のみ。

### 2015年度
水曜日・木曜日は、2013年度・2014年度と同一内容。
金曜日
タニーの金曜反省会。
谷川アナウンサーのフリートークが中心。他にも「今週のラジオ」、「山梨県のコーナー」、「夜パラバナナ」、「むりやり日本一」のコーナーがある。

### 2016年度
2016年度より、金曜日の放送が無くなる。水曜日・木曜日は2013年度以降、同一内容だが、水曜日担当が西尾アナウンサーの産休に伴い、谷川アナウンサーへ変更。

### 2017年度
前年度と同一内容。

### 2018年度
2017年度まで2011-2012年度を除く計8シーズン担当した松村アナウンサーが4月に報道部に異動の為、降板。変わって竹村アナウンサーが担当曜日を引き継ぎ『竹村りゑのもくもくラジオ!!』として放送することになった。
木曜日
竹村アナウンサーが担当してからオープニング時に「もくもくです」。エンディング時に「バイもく（バイバイ木曜日の略）」。番組リスナーを通称「もくもく仲良し委員会」と紹介するのが恒例になった。
「竹村りゑの木曜日のブックマーカー」
金沢ビーンズ明文堂書店の週刊ランキングと毎週オススメの一冊を紹介。

## 番組終了後
前述の通り2019年度ナイターオフは放送されないが、長年夜パラ水曜レギュラーだったトモコ薬令が2019年10月2日から毎週水曜日20:00 - 20:30までトモコ薬令の水曜日はミラクルナイトのパーソナリティを務め2018年度木曜パーソナリティーだった竹村アナウンサーも2019年4月4日からのナイターイン期は毎週木曜日18:45 - 19:00まで竹村りゑの木曜日のブックマーカーとしてそれぞれ独立番組として存続することになった。

## その他
- 現在、水曜日・金曜日のオープニングジングルは、西尾、松村、谷川アナウンサー3人の声によるものである。また、木曜日のオープニングジングルのみ、西尾、松村、大木アナウンサーの声の旧バージョンを使用している。2008年度および2009年度については、室照美の声によるものが使用されていた。
- また、一部のジングル曲には、テレビアニメのオープニング曲に使用された日常の「ヒャダインのカカカタ☆カタオモイ-C」や、這いよれ!ニャル子さんWの「恋は渾沌の隷也」を採用している。水曜日担当の西尾アナウンサーのセレクトによるものであるが、他の曜日でも幅広く使用されている。
- 番組を担当するパーソナリティは、当日の夜のテレビ最終ニュースも担当していたが、2017年度からは当番組のみの担当となった。
- 現在は行われていないが、最終回はスペシャルとして、各曜日のパーソナリティが全員集合し、1時間50分に拡大して生放送をしていたこともあった。2009年度の最後の放送であった2010年4月2日の放送には、レギュラーメンバーに加え、前の日に入社した西尾、須田の両アナウンサーも出演した。
- 2018年12月31日に番組開始から11シーズン目にして初めて年越し特番が行われた。但し谷川、竹村両アナウンサーは共に出演せず沼田憲和と坐間妙子がパーソナリテイーを担当した。番組後半に坐間アナウンサーの結婚報告も行われた。